# Други рат за уједињење Италије
Аустријско-Сардинијски рат или Француско-Аустријски рат или Други рат за независност Италије или Други рат за уједињење Италије је рат измећу Аустријског царства с једне стране и Француске и Пијемонт-Сардиније са друге стране током 1859. У томе рату Аустрија је изгубила, па је Ломбардија припала Пијемонт-Сардинији. Тај рат је утро пут уједињењу Италије 1861.

## Рат

### Позадина
Армија Пијемонта-Сардиније у савезу са Француском настојала је да освоји краљевину Ломбардија-Венеција, која је била под аустријском управом након Бечкога конгреса 1815. Француски цар Наполеон III и председник владе Пијемонт-Сардиније Камило Бенсо ди Кавур склопили су тајни споразум о савезу против Аустрије. По томе споразуму 
- Француска ће помоћи Пијемонту ако га Аустрија нападне
- Пијемонт-Сардинија ће Француској дати Савоју и Ницу

Требало је да тај план помогне обема земљама. Помогао би пијемонтскоме плану о уједињењу Италије под Савојском династијом, а са друге стране ослабио би Аустрију као непријатеља Француске. Кавур није могао да добије француску помоћ сем у случају да Аустрија прва нападне, па је због тога провоцирао Аустрију низом војних маневара крај границе. Аустрија је 23. априла 1859. издала ултиматум захтевајући потпуну демилитаризацију краљевине Пијемонт-Сардиније. Пошто то Пијемонт није послушао Аустрија је започела рат 29. априла 1859, па је на тај начин увукла Француску у рат.

### Снаге
Француска армија је за италијанску кампању имала 130.000 војника, 2.000 коњаника и 312 топова, што је представљало пола француске армије тога доба. Армија је била под командом Наполеона III и била је подељена на пет корпуса. Војска Пијемонта-Сардиније је имала 70.000 војника, 4.000 коњаника и 90 топова, а била је подељена на пет дивизија. Биле су присутне и две формације добровољаца. Главнокомандујући је био краљ Виктор Емануел II. Аустријска војска је имала 220.000 војника, 824 топа и 22.000 коњаника. Предводио их је фелдмаршал гроф Ференц Ђуљаји.

### Операције
За време објаве рата није било француске војске у Италији, тако да је маршал Франсоа Канробер пожурио у Пијемонт користећи железницу. То је било прво масивно кориштење железнице за транспорт војске. Аустријска војска је рачунала да ће брзо победити сардинијску војску пре него што стигне француска војска у Пијемонт. Командант аустријских снага у Пијемонту гроф Ђулај је био опрезан па се неодређеним смером кретао око реке Тичино пре почињања операција. Када је прешао реку започеле су јаке кише, које су омогућиле Пијемонту да поплави поља пиринача испред аустријске војске и на тај начин отежа напредовање.
Аустријска војска је ипак успела да стигне до Верчелија, одакле су угрожавали Торино, али француско-сардинијски покрети усмерени ојачању Александрије и мостова преко реке По око Касале Монферата присилили су аустријску војску на повлачење. Наполеон III је 14. маја стигао у Александрију и преузео заповедништво над операцијама. Почетни сукоб је била битка код Монтебела (1859) 20. маја 1859. Аустријске снаге су ту биле три пута бројније, али Французи су победили, па је аустријски главнокомандујући постао још опрезнији. Почетком јуна Ђуљаји је био близу железничкога чвора у Мађенту са доста развученом војском. Наполеон је напао чеоно преко Тичина са делом снага, а са другим делом је напао северније да би са бока напао Аустријанце. Француски план је успео па су се Аустријанци морали повући доста далеко до тврђава у источној Ломбардији, где је гроф Ђуљаји смењен.
Заповедништво је преузео сам цар Франц Јозеф I, осећајући да ће то бити једноставан задатак да се одбрани добро утврђена аустријска територија иза реке Минчио. Франц Јозеф I ће први и последњи пут командовати у бици код Солферина. Пијемонтска и француска армија су напредовале и заузеле Милано и кренуле источно да поразе Аустрију пре него што Пруска дође у помоћ. Аустријанци су сазнали да су се Французи зауставили код Бреше, па су одлучили да их изненаде наглим преласком у напад. И Французи су кренули у офанзиву, али ниједна страна није знала где се налази друга страна све док се нису срели. Аустријски 7. корпус је био раздвојен од главнине снага и успели су да одбране Поцелонго. Остали део аустријске војске се повукао и препустио неколико градова Французима. У исто време у северном делу Ломбардије су италијански добровољци „Алпски ловци“ под заповедништвом Ђузепеа Гарибалдија победили Аустријанце код Варезеа и Кома.

### Мир
Због страха да ће у рат бити укључене и немачке државе Наполеон је почео да тражи излаз из рата па је потписао примирје са Аустријанцима у Вилафранци. Аустрија је предала Француској већину Ломбардије са Миланом, изузев аустријских тврђава Мантова и Лењано са околним територијем.
Француска је одмах те територије предала Пијемонту-Сардинији. Међутим владари средишње Италије, који су револуцијом истерани требало је поново да буду рестаурирани.
Наполеон је склопио споразум иза леђа својих савезника, што је изазвало огорчење у Пијемонту-Сардинији. Кавур је из протеста дао оставку. Ипак споразум из Вилафранке никад није спроведен. Иако је био поново потврђен споразумом из Цириха у новембру, споразум је остао мртво слово на папиру. Пијемонт-Сардинија је окупирао средишње италијанске државе, јер нису показали вољу да се врате пријашњи владари. Референдумима су одлучили да постану део Пијемонта-Сардиније. С друге стране Французи нису показали вољу да присиле Пијемонт да се поштује споразум. Аустријанци су остали фрустрирани због тога што Француска није спровела свој део споразума. 
Већ 1860. уз француско и британско одобрење средишње италијанске државе
- војводство Парма
- војводство Модена
- Велико војводство Тоскана
- Папска држава

се анектирају Пијемонт-Сардинији. Француска заузврат добија договорену награду:Савој и Ницу. Ђузепе Гарибалди се опирао припајању Нице Француској, јер је пореклом из Нице. Гарибалди је после тога повео експедицију на Сицилију, чиме је окончао уједињење Италије.

## Хронологија 1859.
- 26. април Ђузепе Гарибалди се са „Алпским ловцима“ супротставио аустријској војсци код Варезеа
- 20. мај Француска пешадија и пијемонтска коњица поразили су аустријску војску у бици код Монтебела
- 27. мај „Алпски ловци“ су након победе ушли у Комо
- 30. мај Пијемонт је победио аустријскуу армију у бици код Палестра
- 4. јун У бици код Мађента Француска и Пијемонт су победили Аустрију
- 21. јун -24. јун У бици код Солферина војска Пијемонта и Француске под заповедништвом Наполеона III победила је аустријску војску под заповедништвом аустријскога цара Франца Јозефа I I. Битка је инспирисала Анрија Динана да оснује Црвени крст.
- 11. јул Франц Јозеф I и Наполеон III су потписали споразум у Вилафранци